# Dikoleps pusilla
Dikoleps pusilla är en snäckart som först beskrevs av John Gwyn Jeffreys 1847.  Dikoleps pusilla ingår i släktet Dikoleps, och familjen Skeneidae. Enligt den svenska rödlistan är arten otillräckligt studerad i Sverige. Arten förekommer i Götaland. Artens livsmiljö är havet.